# Siergiejewka (rejon głuszkowski)
Siergiejewka (ros. Сергеевка) – wieś (ros. село, trb. sieło) w zachodniej Rosji, w sielsowiecie kulbakińskim rejonu głuszkowskiego w obwodzie kurskim.

## Geografia
Miejscowość położona jest nad ruczajem Mużica, 5,5 km od centrum administracyjnego sielsowietu kulbakińskiego (Kulbaki), 13 km od centrum administracyjnego rejonu (Głuszkowo), 117 km od Kurska.

## Historia
Do roku 2010 Siergiejewka była centrum administracyjnym sielsowietu siergiejewskiego, który w tymże roku wszedł w skład sielsowietu kulbakińskiego.

## Demografia
W 2010 r. miejscowość zamieszkiwało 119 osób.